# Neptis angusta
Neptis angusta är en fjärilsart som beskrevs av Condamin 1966. Neptis angusta ingår i släktet Neptis och familjen praktfjärilar. Inga underarter finns listade i Catalogue of Life.